# Alsens distrikt
Alsens distrikt är ett distrikt i Krokoms kommun och Jämtlands län. Distriktet ligger omkring Alsensjön och Trångsviken i västra Jämtland.

## Tidigare administrativ tillhörighet
Distriktet inrättades 2016 och utgörs av Alsens socken i Krokoms kommun.
Området motsvarar den omfattning Alsens församling hade 1999/2000.

## Tätorter och småorter
I Alsens distrikt finns en tätort och en småort.

### Tätorter
- Trångsviken

### Småorter
- Alsen